# Brienzer Rothorn

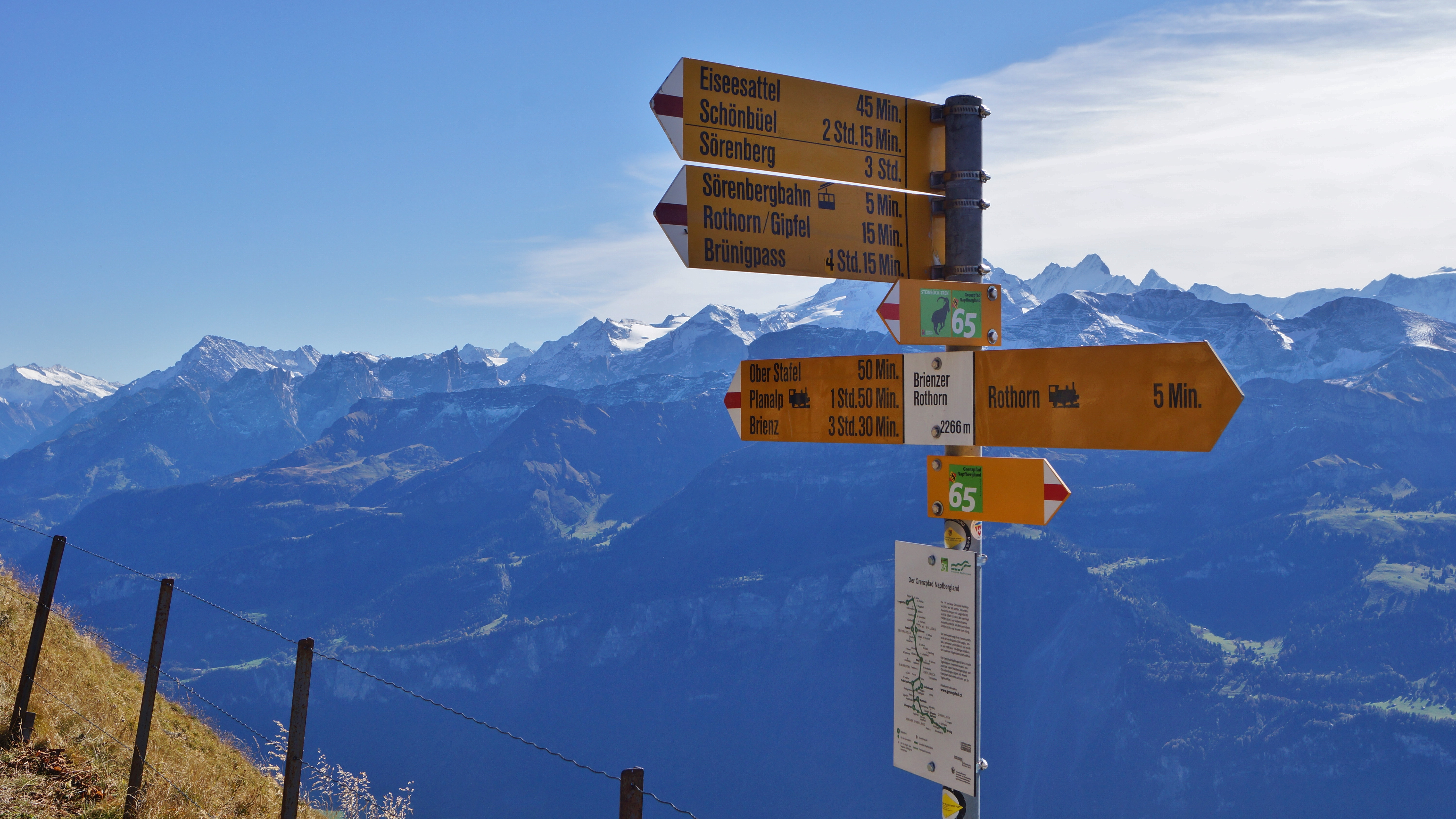
Wegwijzer op het pad tussen bergstation Rothornbahn tandradbaan enerzijds, en hotel, bergstation Sörenbergbahn en de eigenlijke top anderzijds

De Brienzer Rothorn is een 2.348 m hoge berg in de Emmentaler Alpen, op de grens tussen de kantons Luzern, Obwalden en Bern. De berg werd en wordt nog steeds ook wel de "Dreiländerberg" genoemd vanwege de ligging op de grens met de drie kantons. De top is het hoogste punt in het kanton Luzern, niet in de twee andere kantons. De Schöngütsch is een neventop 1 km westwaarts gelegen van de top over de kam van de Brienzergrat. 
Dankzij de ligging tussen de lagere uitlopers van de Alpen, en de afstand tot het hooggebergte door de tussenliggende Brienzersee zuidwaarts heeft men vanaf de top zowel een goed uitzicht op de Berner Hochalpen (inclusief de Rosenhorn, Eiger, Mönch, Jungfrau) in het zuiden als een panoramisch uitzicht over de uitlopers van de Alpen tot aan de Pilatus in het noordoosten.
Geologisch gezien behoort het tot de Wildhorndecke en bestaat het uit kalksteen uit het Krijt.
Sinds 1892 is de Brienzer Rothorn vanuit Brienz bereikbaar met de Brienz-Rothorn Bahn, een tandradbaan met stoomlocomotieven. Het bergstation (2.253 m) ligt zo'n 600 m ten westen van de top. In eerste instantie was er aan het bergstation enkel een tijdelijk restaurant. Vanaf 1894 opende 170 m oostwaarts ook het Hotel Kulm (2.266 m) met 32 bedden. In 1987 kwam er een nieuw terrasrestaurant. Het hotel werd doorheen de jaren ook stelselmatig uitgebreid en biedt heden ten dage ook 100 bedden in een combinatie van normale kamers, groepskamers en een grotere slaapzaal. 
Sinds 1971 leidt ook een kabelbaan vanuit Sörenberg naar de Brienzer Rothorn waarvan het bergstation (2.290 m) slecht 100 meter ten westen van de top van de Brienzer Rothorn ligt. Tussen bergstation van de tandradbaan, het hotel en het bergstation van de kabelbaan ligt een vrij vlak wandelpad vanwaar men na een laatste 50 m stijgend zijwegje ook tot de top kan raken. In de winter is het bergstation van de kabelbaan het startpunt voor het skigebied aan de Eisee in het oosten van de berg. De Eisee wordt voor andere bezoekers bereikt via een 250 m lange overdekte galerij die winterbestendige toegang tot het bergstation van de stoeltjeslift naar de Eisee mogelijk maakt en waar men dan met de lift kan dalen tot het dalstation en het Berghaus aan de oevers van de Eisee (1.895 m). 
De kabelbaan werd in 2023 vernieuwd, het vernieuwde Gipfel-Restaurant Rothorn aan het bergstation van de kabelbaan werd in de zomer van 2024 heropend na een vernieuwing.